# Лукаш (Лісова пісня)
Лукаш — персонаж драми-феєрії «Лісова пісня» Лесі Українки.

## Історія персонажа
Лукаш — сільський хлопець, що грає на сопілці, та по сюжету закохується в Мавку, а Мавка через його музику закохується в нього.
«Дуже молодий хлопець, гарний, чорнобривий і стрункий, в очах ще є щось дитяче», як пише Леся Українка.
Згодом почуття Лукаша гаснуть. Урешті-решт він піддається залицянню вдовиці Килини й одружується з нею без любові. 
Але це життя не приносить Лукашу щастя. У кінці твору він залишається поряд з Мавкою і помирає біля неї замерзаючи від холоду.

## Актори, що втілили образ Лукаша
У балеті 1946 року його грав  Олександр Бердовський.
У опері 1958 року його грав В'ячеслав Кобжицький. 
Лукаша на екрані втілювали актори Володимир Сидорчук та Віктор Кремльов, відповідно в екранізаціях 1961 та 1981 років. Свій голос Лукашу в анімаційних фільмах віддали Борис Романов (короткометражний анімаційний фільм 1976 року) та Артем Пивоваров (повнометражний 3D-мультфільм 2023 року).

## Використання образу Лукаша

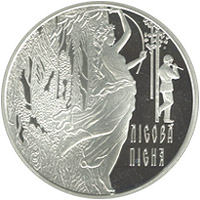
Зображення Лукаша і Мавки на реверсі срібної ювілейної монети НБУ (2011)

До 140-річчя від дня народження Лесі Українки та 100-річчя написання драми «Лісова пісня» Національний банк України випустив срібну монету За твором Лесі Українки «Лісова пісня» номіналом 20 гривень, на реверсі якої зображено ліричний образ Мавки з гілкою верби в руках, яка є частиною «старезного, густого, предковічного» лісу, на другому плані на дзеркальному тлі зображено Лукаша, який, притулившись до берези, грає на сопілці, під звуки якої прокидається Мавка. У нижній частині монети розміщено напис «Лісова пісня». Художник — Анатолій Демяненко. Монету тиражем 4000 одиниць було введено в обіг 28 лютого 2011 року.
У рік святкування 150-річчя з дня народження Лесі Українки, силами компаній «Нова пошта» та «Postmen» було розроблено та представлено в рамках мистецького проєкту «Леся Українка: 150 імен» робота-бібліотекаря, який допомагає відвідувачам експозиції підібрати книжку. Робот-бібліотекар отримав назву НП Лукаш, й мав навички з розрізнення прози, поезії, ілюстрованих та дитячих видань. Працював робот-бібліотекар у читальній залі Леся Лаунж, що розміщалася на першому поверсі Українського дому.